# Guraleus fossa
Guraleus fossa é uma espécie de gastrópode do gênero Guraleus, pertencente a família Mangeliidae.